# Vlag van de Zuid-Afrikaansche Republiek

De vlag van Transvaal

De Kruisvlag (24 februari 1874 - 10 mei 1875)

De vlag van de Zuid-Afrikaansche Republiek werd op 6 januari 1857 in gebruik genomen, sinds 31 mei 1902 is deze vlag niet meer officieel. De vlag bestaat uit de vlag van Nederland, met een verticale groene streep aan de kant van de mast en stond bekend als de Vierkleur. De vroegere vlag van Zuid-Afrika (1928-1994) had op de middelste baan van de Prinsenvlag de vierkleur van de Zuid-Afrikaansche Republiek, ook bekend als Transvaal, alsmede de vlag van Oranje Vrijstaat en de vlag van het Verenigd Koninkrijk.

## Kruisvlag
Op 24 februari 1874 verving president Thomas François Burgers van de Zuid-Afrikaansche Republiek de vierkleur met de zogenaamde Kruisvlag om de Voortrekkersvlag in ere te herstellen. Dit was de vlag van Voortrekker Andries Hendrik Potgieter, maar om heraldische redenen werd er een witte rand toegevoegd om het rood en blauw te scheiden. Op 10 mei 1875 werd echter weer de Vierkleur ingesteld.
Biafra · Goosen · Graaff-Reinet · Britse Kaapkolonie · Katanga · Klein Vrystaat · Republiek Kliprivier · Republiek Lydenburg · Natal · Republiek Natalia · Nieuwe Republiek · Oranje Vrijstaat · Oranjerivierkolonie · Oost-Griekwaland · Ottomaanse Rijk · Rif-Republiek · Republiek Stellaland · Swellendam · Tanganyika · Transvaalkolonie · Republiek Utrecht · Verenigde Staten van Stellaland · Zaïre · Zuid-Afrikaansche Republiek · Zuid-Afrika (1928-1994) · Mijnstaat Zuid-Kasaï